# Al-Sad
Al-Sad (tiếng Ả Rập: السد) là một ngôi làng Syria nằm ở Muhambal Nahiyah ở huyện Ariha, Idlib. Theo Cục Thống kê Trung ương Syria (CBS), Al-Sad có dân số 511 trong cuộc điều tra dân số năm 2004.